# Seznam diplomatskih predstavništev Severne Makedonije
Seznam diplomatskih predstavništev Severne Makedonije navaja veleposlaništva in konzulate Republike Severne Makedonije, razen častnih konzulatov.

## Afrika
- Egypt
  - Kairo (veleposlaništvo)

## Amerike
- Brazil
  - Brasília (veleposlaništvo)
- Kanada
  - Ottawa (veleposlaništvo)
  - Toronto (generalni konzulat)
- Združene države Amerike
  - Washington, DC (veleposlaništvo)
  - Chicago (generalni konzulat)
  - Detroit (generalni konzulat)
  - Ridgefield Park (generalni konzulat)

## Azija
- Kitajska
  - Peking (veleposlaništvo)
- Indija
  - New Delhi (veleposlaništvo)
- Izrael
  - Tel Aviv (veleposlaništvo)
- Japonska
  - Tokio (veleposlaništvo)
- Kazahstan
  - Nursultan (veleposlaništvo)
- Katar
  - Doha (veleposlaništvo)
- Turčija
  - Ankara (veleposlaništvo)
  - Istanbul (generalni konzulat)
- Združeni arabski emirati
  - Abu Dabi (veleposlaništvo)

## Evropa
- Albanija
  - Tirana (veleposlaništvo)
- Avstrija
  - Dunaj (veleposlaništvo)
- Belgija
  - Bruselj (veleposlaništvo)
- Bosna in Hercegovina
  - Sarajevo (veleposlaništvo)
- Bolgarija
  - Sofija (veleposlaništvo)
- Hrvaška
  - Zagreb (veleposlaništvo)
- Češka
  - Praga (veleposlaništvo)
- Danska
  - Kopenhagen (veleposlaništvo)
- Estonija
  - Talin (veleposlaništvo)
- Francija
  - Pariz (veleposlaništvo)
- Nemčija
  - Berlin (veleposlaništvo)
  - Bonn (podružnica)
  - Hamburg (generalni konzulat)
  - München (generalni konzulat)
- Grčija
  - Atene (veleposlaništvo)
  - Solun (generalni konzulat)
- Sveti sedež
  - Rim (veleposlaništvo) [Op. 1]
- Madžarska
  - Budimpešta (veleposlaništvo)
- Italija
  - Rim (veleposlaništvo)
  - Benetke (generalni konzulat)
- Kosovo
  - Priština (veleposlaništvo)
- Črna gora
  - Podgorica (Veleposlaništvo)
- Nizozemska
  - Haag (veleposlaništvo)
- Norveška
  - Oslo (veleposlaništvo)
- Poljska
  - Varšava (veleposlaništvo)
- Romunija
  - Bukarešta (veleposlaništvo)
- Rusija
  - Moskva (veleposlaništvo)
- Srbija
  - Beograd (veleposlaništvo)
- Slovenija
  - Ljubljana (Veleposlaništvo)
- Španija
  - Madrid (veleposlaništvo)
- Švedska
  - Stockholm (veleposlaništvo)
- Švica
  - Bern (veleposlaništvo)
- Ukrajina
  - Kijev (veleposlaništvo)
- Združeno kraljestvo
  - London (veleposlaništvo)

## Oceanija
- Australia
  - Canberra (veleposlaništvo)
  - Melbourne (generalni konzulat)

## Večstranske organizacije
- Bruselj (Stalna misija pri Evropski uniji in NATO)
- Ženeva (stalno predstavništvo pri Združenih narodih in mednarodnih organizacijah)
- New York (stalno predstavništvo pri Združenih narodih)
- Pariz (stalno predstavništvo pri UNESCO)
- Rim (stalno predstavništvo pri Organizaciji za prehrano in kmetijstvo)
- Strasbourg (Stalna misija pri Svetu Evrope)
- Dunaj (Stalna misija pri Organizaciji za varnost in sodelovanje v Evropi)